# Besleria boliviana
Besleria boliviana är en tvåhjärtbladig växtart som beskrevs av Conrad Vernon Morton. Besleria boliviana ingår i släktet Besleria och familjen Gesneriaceae. Inga underarter finns listade i Catalogue of Life.